# Момчил Методиев
Момчил Николаев Методиев е български историк.

## Биография
Роден е през 1969 година. Завършва история в Софийския университет „Св. Климент Охридски“ през 1995 г. със специализация по обща средновековна история, а през 2002 г. в същия факултет защитава и докторска дисертация на тема „Еволюция на папската институция (началото на IV – началото на VII в.)“. Научната степен доктор на науките му е присъдена през 2010 г. след защита на дисертация на тема „Православната църква и комунистическият режим в България“.
В периода от 1997–2007 г. работи като дипломат в Министерството на външните работи, а преди това като архивист в Централния държавен архив и учител в Софийската духовна семинария.
Специализира кореистика в Университета „Йонсей“ в Сеул, Република Корея, както и международни отношения в Института „Клингендал“ в Хага, Нидерландия.
Активен участник в Института за изследване на близкото минало, той е автор на редица книги за историята на Държавна сигурност и за взаимоотношенията между Българската православна църква и комунистическия режим в страната.
Главен редактор е на списание „Християнство и култура“.
Преводач е на текстове от областта на съвременната църковна история и богословие, сред които енциклики и насърчения на папа Франциск, както и на „Автобиография“ на Г. К. Честъртън.